# آمبودزمان

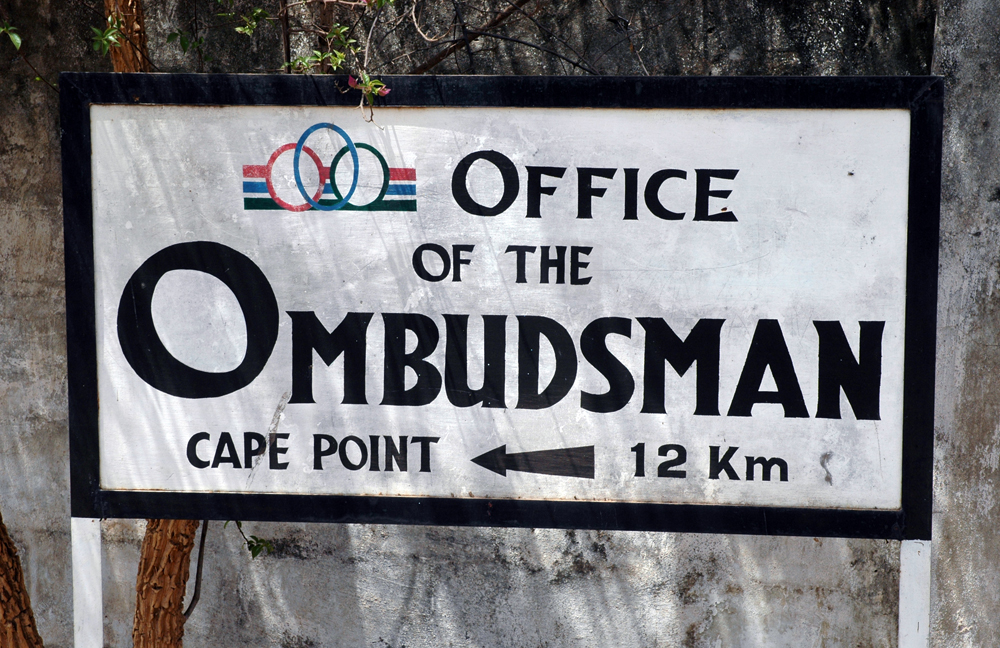
تابلوی دفتر دادآور در بانجول، گامبیا.

آمبودزمان (به انگلیسی: Ombudsman) یا دادآوَر به فرد یا دفتری غیرجانبدار گفته می‌شود که وظیفه دارد به عنوان نماینده عموم مردم، موارد نقض حقوق افراد توسط دولت یا نهادها و شرکت‌های مختلف را بررسی و بازرسی کند. این وظیفه معمولاً توسط دولت یا پارلمان به آمبودزمان محول می‌شود و به وی استقلال عمل زیادی اعطا می‌شود.
هدف از تشکیل دفاتر آمبودزمان، حمایت از حقوق افراد در مقابل سوء جریانات اداری است؛ به عبارتی آمبودزمان یک نوع ضمانت اجرایی غیرقضایی برای نظارت بر حسن جریان قانون در کشور و دستگاه دولت و حمایت از حقوق و آزادی‌ها است.
ویژگی این نوع رسیدگی غیرقضایی، عدم تشریفات و افزایش سرعت عمل در به نتیجه رسیدن شکایات است. به همین خاطر، آمبودزمان مورد استقبال کشورهای مختلف دنیا قرار گرفته‌است.
این نهاد شکایت‌ها را دریافت می‌کند و مورد تحقیق و بررسی قرار می‌دهد و سپس براساس قوانین و مقررات خود رهنمودهای لازم را به مقامات مسئول ارائه می‌دهد.
در برخی کشورها سازمان بازرسی کل کشور یا دیگر دفاتر چون وکیل شهروندی عملکردی مشابه با آمبودزمان را برعهده دارند. در ایران سازمان بازرسی کل کشور، به عنوان نهاد آمبودزمان ایران فعالیت می‌کند.
واژه آمبودزمان با تلفظ اصلی «اُمبودس‌مان» واژه‌ای سوئدی است که در اصل معنای «نماینده» می‌داده و عملکرد آمبودزمان نیز ریشه در سنت‌های اسکاندیناوی دارد. در چین و کره نیز در طول تاریخ نهادی با عملکرد مشابه به چشم می‌خورد که بازرس مخفی سلطنتی نامیده می‌شد و نهادی با عملکردی نزدیک به عملکرد آمبودزمان نیز در کشورهای اسلامی تحت عنوان دیوان مظالم وجود داشت.

## مؤسسه بین‌المللی دادآوری
مؤسسه بین‌المللی دادآوری (IOI) در سال ۱۹۷۸ در وین اتریش بنیاد شد. این مؤسسه تنها سازمان جهانی است که برای همکاری بیش از ۱۵۰ مؤسسه آمبودزمان فعال در دنیا تأسیس شده‌است. مؤسسه آمبودزمانی بین‌المللی دارای ۵ حوزهٔ منطقه‌ای در آفریقا، آسیا، استرالیا، اروپا، آمریکای لاتین و حوزه کارائیب و آمریکای شمالی می‌باشد. زبان‌های اصلی مؤسسه، انگلیسی، فرانسه، و اسپانیایی است.
انجمن آمبودزمان آسیایی (AOA) در ۱۶ آوریل ۱۹۹۶ میلادی (۲۸ فروردین ۱۳۷۵) به عنوان یک انجمن غیرحکومتی، غیرسیاسی، مستقل و حرفه‌ای آمبودزمان در آسیا به وجود آمد.